# Ichneumon albicollis
Ichneumon albicollis är en stekelart som beskrevs av Schiodte 1839. Ichneumon albicollis ingår i släktet Ichneumon och familjen brokparasitsteklar. Inga underarter finns listade i Catalogue of Life.